# Dioxolan
1,3-dioxolan (často nazývaný pouze dioxolan) je heterocyklická sloučenina a cyklický acetal se vzorcem (CH2)2O2CH2; jeho izomer 1,2-dioxolan je cyklický organický peroxid. Podobá se tetrahydrofuranu, který má místo jednoho kyslíku methylenovou (CH2) skupinu. Obdobný šestičlenný heterocyklus se nazývá dioxan. 1,3-dioxolan se používá jako rozpouštědlo a jako komonomer při přípravě polyacetalů.

## Skupina sloučenin
Jako dioxolany se nazývají i další sloučeniny obsahující dioxolanové kruhy. Dioxolany se dají připravit reakcemi aldehydů a ketonů s ethylenglykolem.
L-(+)-cis-2-Methyl-4-trimethylamoniummethyl-1,3-dioxolanjodid, triviálně nazývaný (+)-cis-dioxolan, funguje jako agonista muskarinového acetylcholinového receptoru.

## Dioxolanové chránicí skupiny
Organické sloučeniny obsahující karbonylové skupiny musejí být někdy chráněny, aby nevstupovaly do nežádoucích reakcí, když mají být prováděny reakce na jiných skupinách. K navázání a odštěpení chránicích skupin na karbonylové sloučeniny existuje velké množství postupů, k nímž patří i využití dioxolanů. Jako příklad lze uvést sloučeninu methylcyklohexanon-4-karboxylát, u kterého redukcí hydridem lithno-hlinitým vzniká 4-hydroxymethylcyklohexanol. Esterovou funkční skupinu lze zredukovat bez ovlivnění ketonové tím, že se keton přemění na ketal kysele katalyzovanou reakcí s ethylenglykolem, čímž se zamezí redukční reakci, chránicí skupina se poté odstraní hydrolýzou za vzniku 4-hydroxymethylcyklohexanonu.
K odstranění acetalových a ketalových chránicích skupin z karbonylových sloučenin lze také použít NaBArF4. U 2-fenyl-1,3-dioxolanu trvá přeměna na benzaldehyd ve vodném roztoku při 30 °C pět minut.
PhCH(OCH2)2  + H2O {\displaystyle {\ce {->[{\ce {NaBAr4}}][{\text{30 °C / 5 min}}]}}} PhCHO + HOCH2CH2OH

## Výskyt
Jednou z přírodních látek obsahujících 1,3-dioxolanové skupiny je neosporol, což je izomer sporolu.
Byla popsána totální syntéza obou sloučenin; v každém z těchto případů se tvoří dioxolanový kruh reakcí s kyselinou trifluoroctovou, připravené karbamidperoxidovou metodou.
Při tomto postupu se nepoužívá voda, protože by způsobovala nežádoucí vedlejší reakce.
CF3COOCOCF3 + H2O2•CO(NH2)2 → CF3COOOH + CF3COOH + CO(NH2)2
U neosporolu se používá Priležajevova reakce s kyselinou trifluorperoctovou na přeměnu vhodného allylalkoholového prekurzoru na epoxid, který následně podstupuje rozšiřování kruhu přes bližší karbonylovou skupinu za vzniku dioxolanového kruhu.
Podobný postup se využívá při totální syntéze sporolu, kdy se později dioxolanový kruh rozšiřuje na dioxanový.